# Josias Cornelis Rappard

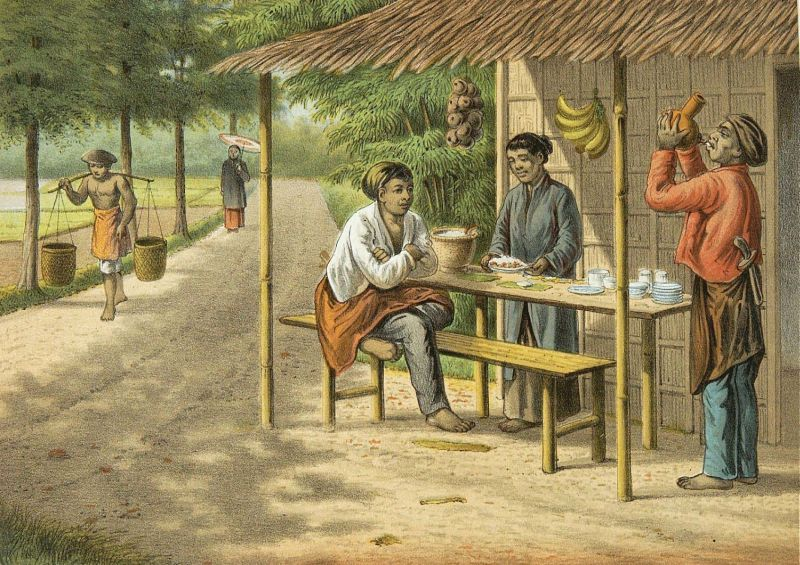
Lebensmittelverkauf an der Straße

Josias Cornelis Rappard (* 24. April 1824 in Nijmegen; † 17. Mai 1898 in Leiden) war ein Oberst der Königlich Niederländischen Indischen Armee und Amateurkünstler.
Rappard war Sohn von Antonij Rappard (1785–1851) und Cornelia Arnolda Josina de Villeneuve (1792–1860). 1851 heiratete er in Batavia Cornelia Nicolina Tromp (1831–1893). Das Ehepaar hatte acht Kinder. 
Rappard war Oberst der Infanterie der Königlichen Niederländischen Ostindischen Armee. Während seines Dienstes in Niederländisch-Ostindien schuf er viele Gemälde und Zeichnungen, die das Leben in der Kolonie darstellten. Viele seiner Bilder erschienen in Niederlanden als Lithografien und als Zeitungsillustrationen.
Nach seiner Rückkehr in die Niederlande beschäftigte er sich weiter mit der Bearbeitung der mitgebrachten Skizzen. 
In den Sammlungen des Königlichen Tropeninstitutes in Amsterdam befinden sich viele Lithographien aus den Jahren 1882–1889, erstellt nach den Rappards Aquarellen.